# Veliki Novgorod

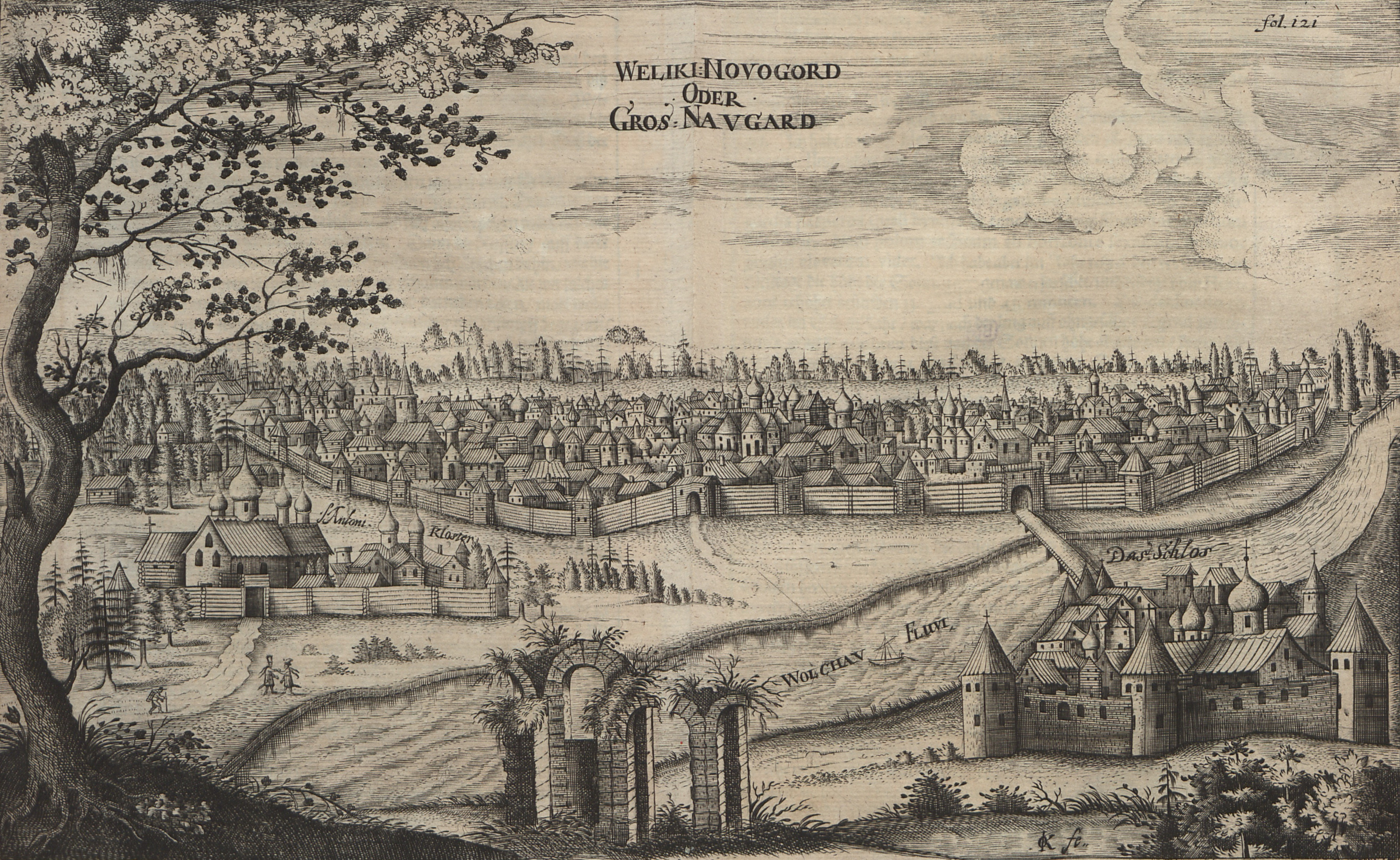
Novgorod in de 17e eeuw, door Adam Olearius

Veliki Novgorod (Russisch: Великий Новгород) of Novgorod-Veliki, vroeger ook bekend als Navgard/Naugard en onder de Oudnoordse naam Holmgård, is een van de oudste historische steden van Noordwest-Rusland en vormt de hoofdstad van de gelijknamige oblast Novgorod. De stad ligt aan de federale weg M-10, die Moskou en Sint-Petersburg met elkaar verbindt. Tot 1999 werd de stad Novgorod genoemd en was 'Veliki' slechts een onofficieel voorvoegsel. Toen de stad Gorki haar oude naam Nizjni Novgorod terugkreeg ontstonden misverstanden en werd het voorvoegsel tot officieel onderdeel van de naam gemaakt. De naam 'Novgorod' betekent "nieuwe stad" en 'Veliki' betekent "de grote"; "Novgorod de Grote".
De stad ligt aan de rivier de Volchov, op zes kilometer van haar oorsprong in het Ilmenmeer en verschuift daar door stedelijke uitbreidingen steeds verder naartoe. Veliki Novgorod wordt omgeven door moeras- en bosgebieden, waar veel turf werd gestoken. De stad telde 216.856 inwoners bij de volkstelling van 2002, ruim 12.000 minder dan bij de voorlaatste volkstelling van 1989, toen de stad nog 229.126 inwoners telde.

## Geschiedenis

### Ontstaan
Hoewel "Novgorod" letterlijk "nieuwe stad" betekent, is Veliki Novgorod een van de oudste steden van Rusland. Novgorod werd voor het eerst genoemd in de Eerste Sofiakroniek rond het jaar 859. In de Nestorkroniek staat dat tussen 862 en 879 de Varjaagse vorst Rurik over de stad regeerde. De stad vormde toen volgens de bronnen reeds een belangrijk handelspunt op de handelsroute van de Varjagen naar Byzantium. Archeologische opgravingen tussen het midden en einde van de 20e eeuw hebben echter slechts cultuurlagen gevonden die teruggaan tot het einde van de 10e eeuw, toen het land van de Roes tot het christendom werd bekeerd en de grondslagen voor de stad zouden waarschijnlijk pas een eeuw later verrijzen. Dit zou erop wijzen dat de jaartallen die in de kronieken staan die Novgorod reeds vermelden bij de 9e eeuw in werkelijkheid latere interpolaties zijn.
De Varjaagse naam Holmgard (Holmgarðr of Holmgarðir) komt in nog eerdere perioden voor in de Noorse saga's, maar feit en fictie kunnen hier moeilijk van elkaar worden gescheiden. Holmgard verwees echter naar Rjoerikovo gorodisjtsje, een plaats op 2 kilometer van het centrum van de stad, die sinds 1999 onderdeel is van de stad. Archeologische opgravingen lijken erop te wijzen dat Gorodisjtsje ("versterking"), zoals de plaats lange tijd werd genoemd, de zetel was van de knjaz (koning of vorst) en reeds sinds de 9e eeuw bestond. Novgorod ontstond pas in de 10e eeuw, wat de naam "nieuwe stad" (Novogorod, in het Oudnoords Naugard) zou verklaren.

### Vorstendom van het Kievse Rijk
In 882 veroverde Oleg, de opvolger van Rurik, de stad Kiev en stichtte het Kievse Rijk. De omvang van Novgorod en haar economische, politieke en culturele invloed maakten de stad tot de tweede van het rijk naar belang. Het rijk kende de traditie om de kroonprins van de heersende vorst al tijdens zijn periode als minderjarige tot leider aan te stellen over Novgorod. In tijden dat de heersende vorst nog geen zoon had werd de stad bestuurd door posadniks, zoals de legendarische Gostomysl, Dobrynja, Konstantin en Ostromir.
In Noorse saga's wordt de stad genoemd als hoofdstad van Gardariki (de Noorse benaming voor de Slavische gebieden). Vier Vikingkoningen gebruikten Novgorod als toevluchtsoord wanneer ze door vijanden werden belaagd in hun eigen gebieden; Olaf I, Olaf II, Magnus I en Harald III. De banden met de Noren waren zo goed dat slechts een aantal decennia na de heiligverklaring van Olaf II in Novgorod reeds de Sint-Olafskerk werd gebouwd.
Van alle heersers die de stad kende in die tijd was Jaroslav de Wijze het populairst, die de stad bestuurde tijdens de heerschappij van zijn vader Vladimir de Grote in Kiev. Het was Jaroslav die de eerste geschreven wetten uitvaardigde in het hele Oost-Slavische gebied. Later werden deze wetten in de Roesskaja Pravda opgenomen. Ook zou hij naar verluidt de stad een aantal vrijheden en privileges hebben vergund, die in latere eeuwen door de inwoners werden genoemd als precendenten in hun relaties met latere vorsten. Jarovslav's zoon Vladimir sponsorde de bouw van de grote Sint-Sofiakerk van Novgorod (meer correct vertaald als de Kathedraal van de Heilige Waarheid), die zich tot op heden in de stad bevindt.

### Republiek Novgorod
In de periode dat het Kievse Rijk bezig was uiteen te vallen liet Novgorod in 1136 haar vorst Vsevolod naar huis sturen, hetgeen wel wordt gezien als het traditionele begin van de Republiek Novgorod. In de twee daaropvolgende eeuwen waren de Novgoroders in staat om verschillende vorsten uit te nodigen om hun vorst te worden, maar ook om ze weer weg te sturen wanneer dit nodig werd geacht. De functie van vorst verdween echter niet en machtige vorsten als Alexander Nevski waren in staat om hun macht in de stad uit te oefenen naar eigen inzicht, ongeacht wat de Novgoroders zelf wensten. De stadstaat Novgorod was erg machtig en voerde de heerschappij over het grootste deel van Noordoost-Europa, van het hedendaagse Estland tot Groot-Perm aan het Oeralgebergte. Dit maakte het tot een van de grootste staten van het middeleeuwse Europa, al waren de gebieden ten noorden en oosten van het Ladogameer en het Onegameer zeer dunbevolkt en werden ze nooit onderverdeeld in bestuurlijke eenheden.
Hoewel Novgorod niet aan de kust lag, konden zeeschepen langs rivieren de stad eenvoudig bereiken, en al snel was Veliki Novgorod het grootste handelscentrum van Rusland. Hoewel de stad geen lid was van de Hanze, beschouwde deze Novgorod wel als zijn meest oostelijke bondgenoot en had er vanaf de 13e eeuw een hanzekantoor gevestigd; Peterhof, die ook de Novgoroder Schra uitvaardigde. Novgorod vormde het distributiepunt voor enorme hoeveelheden bont, zowel voor luxebont als sabel, hermelijn, vos en marmot, als voor niet-luxebont, zoals de huiden van eekhoorns. Andere belangrijke producten waren hout en andere producten uit het bos, bijenproducten als honing (uit holle boomstammen), was en mede, bier en walvistraan. De stad importeerde vooral zilver, non-ferrometalen, kleren, barnsteen, wapens, graan en kruiden. Betaling vond plaats in zilvergrivna's (vanaf de 12e eeuw) en roebels (vanaf de 13e eeuw).
Tijdens de Middeleeuwen vond er een culturele opleving plaats in de stad. Er zijn later een groot aantal berkenbastteksten opgegraven, die er mogelijk op wijzen dat een groot deel van de bevolking kon lezen, waarmee Novgorod in de hoge middeleeuwen de enige stad naast Constantinopel zou zijn waar de bevolking kon lezen en schrijven. Sommige wetenschappers denken echter dat de teksten mogelijk aan de geestelijke of geletterden werden gedicteerd in opdracht van de bevolking die grotendeels niet kon lezen of schrijven. In 2000 werd de Novgorodse Codex bij archeologische opgravingen gevonden. Dit boek stamt mogelijk uit de 10e eeuw en vormt daarmee het oudste boek uit het hele Oost-Slavische gebied (iets ouder dan het Ostromir-evangelie uit dezelfde stad). In 1957 werd "berkenbasttekst nr. 52" ontdekt in de stad, de oudste Finse tekst die tot op heden is aangetroffen. De Eerste Kroniek van Novgorod werd net als een aantal andere oud-Russische teksten geschreven in het scriptorium van de aartsbisschop. De aartsbisschoppen bevorderden ook de iconografie (die beroemde namen telde als Feofan Grek en Andrej Roebljov) en vormden de patriarchen van de kerkenbouw. Een verhaal gaat over de handelaar en goesli-bespeler Sadko uit Novgorod, groeide uit tot een bekende held uit de Russische folklore.
Tijdens de Mongoolse invasie in Roes werd Novgorod als enige grote stad van de Roes niet veroverd. De Mongoolse legers maakten namelijk op ongeveer 100 kilometer van de stad rechtsomkeert; niet vanwege de sterkte van de stad, maar waarschijnlijk omdat de Mongoolse bevelhebbers niet wilden wegzakken in de drassige gebieden rond de stad. Ze wisten echter wel genoeg dreiging uit te oefenen om de bevolking schatting te laten betalen aan de belastinginners van de kan (hetgeen de vorst was die de titel van grootvorst droeg) uit Moskou, met name aan Joeri Danilovitsj en Ivan de Geldzak. Doordat Novgorod de enige Oost-Slavische stad was die niet onder de heerschappij van de Mongolen viel, maakte Alexander Nevski haar tijdens zijn regering tot grootvorstzetel. 
Novgorod vormde een grensstad die ook vanuit het noorden en westen werd belaagd. Tijdens de Zweeds-Novgorodse oorlogen leed het Zweedse leger In 1240 een nederlaag tegen de Novgorodse legers bij de Slag aan de Neva en tijdens de Noordelijke Kruistochten werd in 1242 de opmars van de Duitse Orde naar het oosten tot staan gebracht door de Slag op het IJs.
De stad was onderverdeeld in twee delen: het Kremlin aan de ene kant van de rivier en het handelscentrum aan de andere kant. Op het handelscentrum staan tientallen kerken op een bijzonder klein gebied. Dat werd veroorzaakt doordat kerken geen belasting hoefden te betalen, in tegenstelling tot pakhuizen. De kerken waren in feite niets meer dan veredelde pakhuizen, met slechts een klein altaar op de begane grond. Novgorod was dus een soort handelsrepubliek, de enige van zijn soort in heel Rusland. In die tijd kreeg deze stad ook de bijnaam "Veliki", wat letterlijk "de grote" betekent.
De sociale structuur van Novgorod bestond uit drie standen; de rijke kooplieden en bankiers (die tegelijk grondbezitters waren) stonden aan de top, de gewone kooplieden vormden de middenstand en handwerkers en dagloners vormden de laagste stand. In tegenstelling tot andere gebieden van Rusland, hield Novgorod ook in de late middeleeuwen het oude vetsje-systeem (volksvergadering) in stand, waardoor het later kon uitgroeien tot een primitieve democratie. In tegenstelling tot andere Russische steden, die door een vorst (knjaz) of andere hoge adel (bojaren) bestuurd werden, werd Novgorod vaak bestuurd door een gouverneur of burgemeester; de posadnik, die door de vetsje verkozen werd uit de bojaren. De vetsje verkoos ook de tysjatski of "kapitein over duizend". Deze stond oorspronkelijk aan het hoofd van de militie van de stad, maar later werd er een bestuurder met verantwoordelijkheid voor de handel en rechtspraak mee aangeduid. De aartsbisschoppen van Novgorod vormden ook belangrijke lokale bestuurders en deelden de macht met de bojaren. Zij werden verkozen door de vetsje of aangewezen door het trekken van een lot, waarna ze naar de metropoliet werden gestuurd voor hun inwijding.
Hoewel ongeveer kan worden geschetst hoe het vetsje-systeem en de bestuursfuncties lagen in de stad, is het onzeker hoe de grondwet van de stadstaat er precies uitzag. De bojaren en de aartsbisschop runden de stad gezamenlijk, maar het is onduidelijk waar de bevoegdheid van de ene bestuurder eindigde en waar die van de volgende begon. De vorst, hoewel die sterk had ingeboet in macht vanaf ongeveer de tweede helft van de 12e eeuw, werd vertegenwoordigd door zijn namestnik (luitenant) en bleef belangrijke rollen vervullen als militair bevelhebber, wettenmaker en jurist. De precieze samenstelling van de vetsje is ook onzeker: Sommige wetenschappers, zoals Vasili Kljoetsjevski hebben beweerd dat het een democratische instelling was, maar later zagen andere wetenschappers, zoals Valentin Janin en Alesandr Chorosjev, het als een "pseudodemocratie", die werd bestuurd door de heersende elite.

### Inlijving bij Rusland
De trotse leuze van de stad was "Kto protiv Boga i Velikogo Novogoroda?", "Wie kan er op tegen God en het Grote Novgorod?". De stad bleek echter op den duur niet in staat om zijn grote bevolking voldoende te voeden en werd daardoor afhankelijk van Vladimir-Soezdal voor de import van graan. De belangrijkste steden in dit gebied, Moskou en Tver, gebruikten deze afhankelijkheid om langzamerhand de macht te verkrijgen over Novgorod. Met name het Grootvorstendom Moskou aasde op Novgorod. Uiteindelijk was het Ivan III die de Novgorodische troepen versloeg in 1471 tijdens de Slag bij de Sjelon en daarop de stad in 1478 annexeerde. Novgorod bleef daarop nog gedurende bijna een eeuw de op twee na grootste stad van Rusland, tot de hongersnood van de jaren 60 van de 16e eeuw en de plunderingstocht van Ivan de Verschrikkelijke in 1570, waarbij duizenden inwoners werden gedood tijdens het Bloedbad van Novgorod. Het inwonertal liep daardoor terug tot 10 à 20.000. De heersende elite werd bij het bloedbad gedeeltelijk vermoord en gedeeltelijk gedeporteerd naar steden als Moskou en Jaroslavl.

### Onder Russisch bestuur

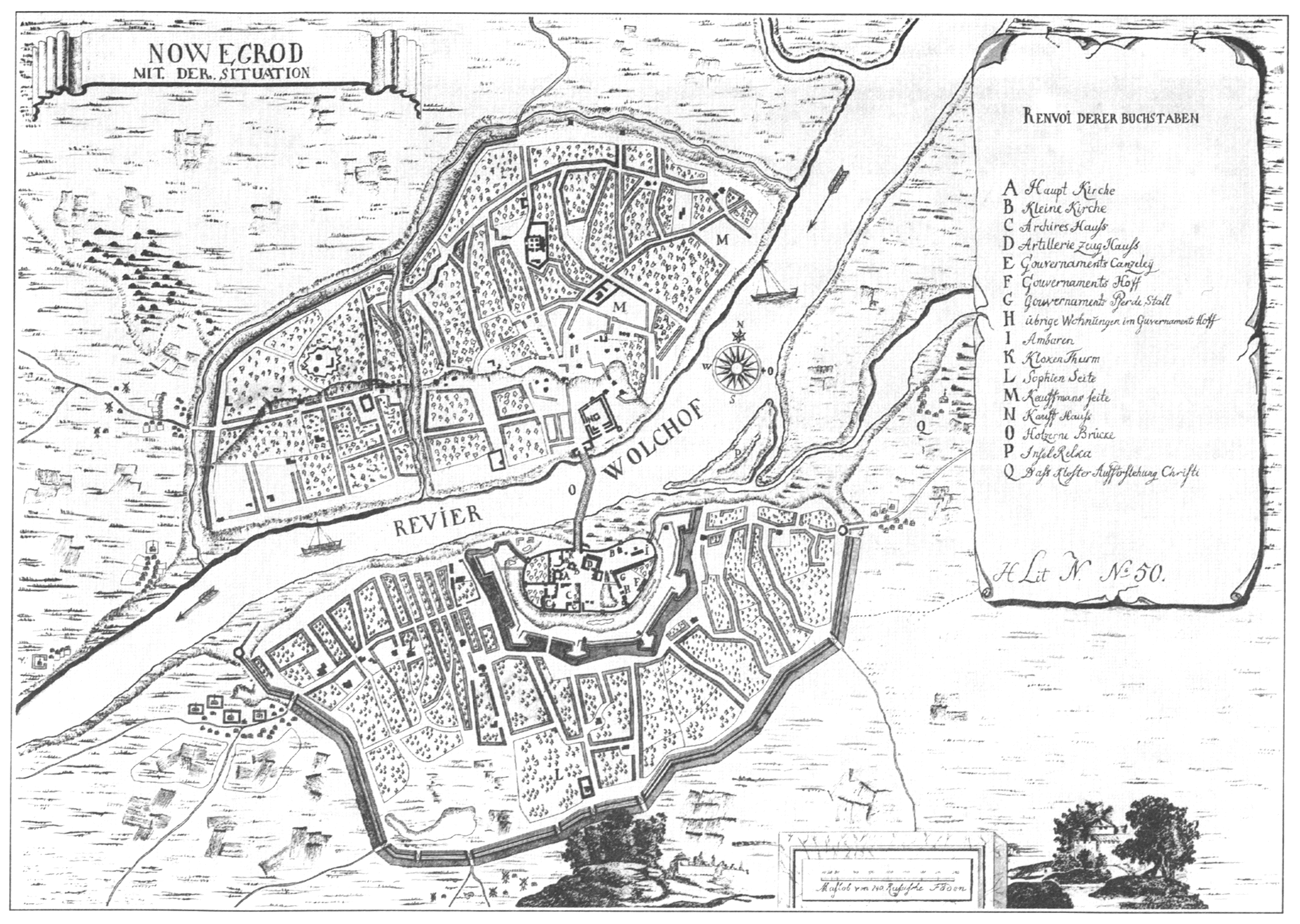
Kaart van Novgorod uit de 18e eeuw

In de Tijd der Troebelen gaven de Novgoroders zich in de zomer van 1611 maar al te graag over aan de Zweedse troepen onder leiding van Jakob De la Gardie, om zes jaar later weer te worden teruggegeven aan de Russische staat bij de Vrede van Stolbovo. Tegen het einde van de 17e eeuw had de stad weer een deel van zijn vroegere welvaart herwonnen en werden er weer kolossale bouwwerken gerealiseerd, zoals de Kathedraal van het Teken en het Vjazjisjtsjiklooster. De beroemde patriarch Nikon vervulde de positie van metropoliet van Novgorod van 1648 tot 1652. In 1703 werd echter Sint-Petersburg gesticht, waardoor Novgorod haar strategische en economische positie verloor.
In 1727 werd Novgorod het bestuurlijk centrum van het gelijknamige Gouvernement Novgorod, dat werd afgesplitst van het Gouvernement Sint-Petersburg en bleef dit tot 1927, waarna haar gebied weer terugkwam bij haar oude gebied, nu oblast Leningrad geheten. In 1944 werd de oblast Novgorod opgericht en sindsdien vormt Novgorod hiervan het bestuurlijk centrum.
Tijdens de Tweede Wereldoorlog werd de stad veroverd door het Duitse leger op 15 augustus 1941, dat haar bezet hield tot 19 januari 1944, toen het Rode Leger haar heroverde. Van de 2536 stenen gebouwen die de stad voor de oorlog telde, waren er minder dan 40 over bij het staken van de gevechten. Nog in 1944 werd alweer begonnen met het herstel van de stad. Na de oorlog werd het historische centrum langzamerhand weer hersteld volgens een plan dat was opgesteld door Aleksej Sjtsjoesev. In 1992 zijn haar belangrijkste monumenten tot werelderfgoed verklaard. In 1999 werd haar naam officieel veranderd naar Veliki Novgorod.

## Verkeer en vervoer

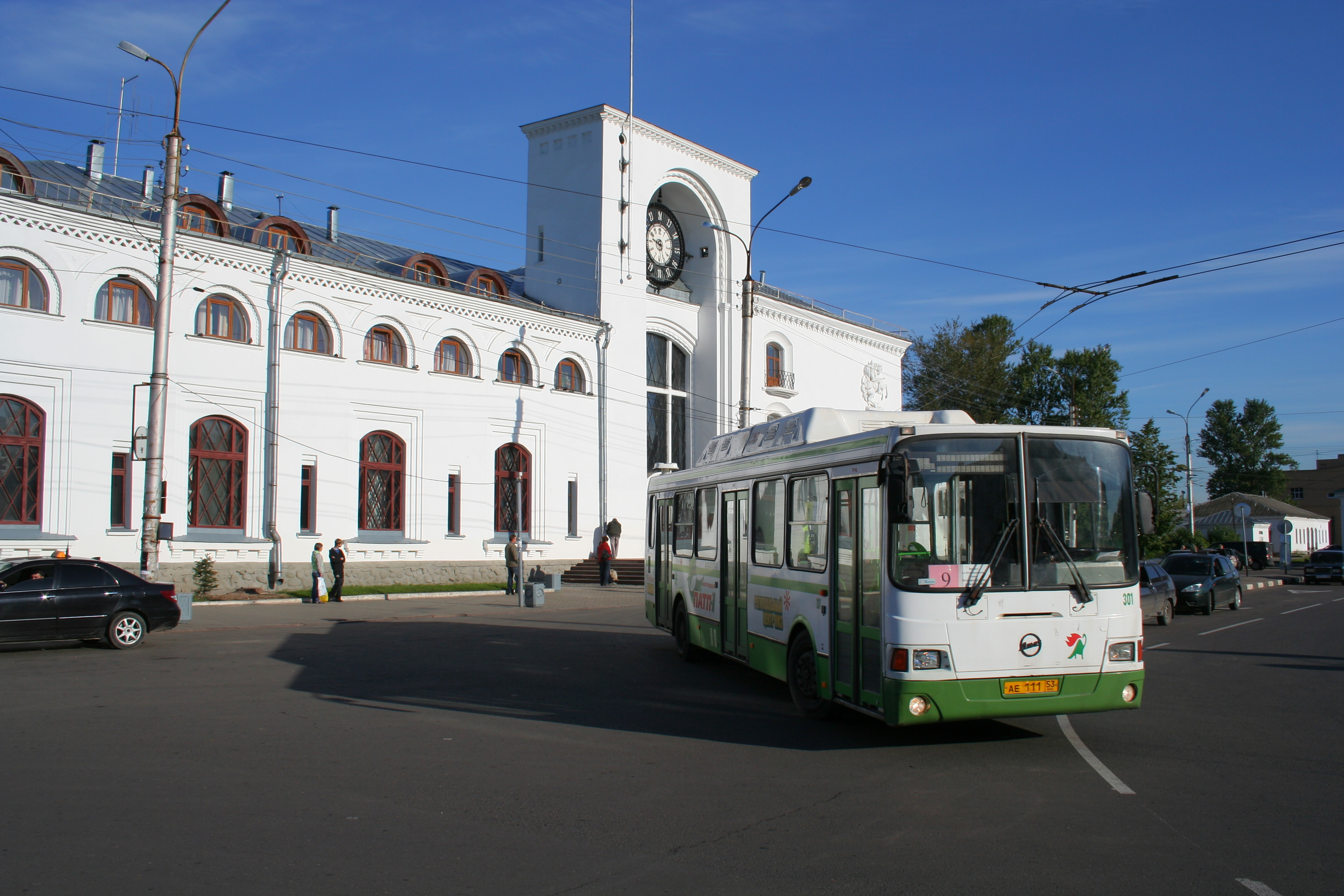
Centraal station in Veliki Novgorod

De stad is verbonden met de steden Moskou (531 kilometer) en Sint-Petersburg (189 kilometer) via de federale weg M-10. De stad heeft busverbindingen met verschillende steden, waaronder Sint-Petersburg. Vanuit de stad lopen drie sporen naar het noorden. Directe spoorverbindingen zijn er met Moskou (nachttrein, rijdt op Leningradski vokzal), Sint-Petersburg (stoptrein, rijdt op Moskovski vokzal en Vitebski vokzal) en een reeks van steden in noordwestelijk Rusland zoals Petrozavodsk en Moermansk. De stad telt twee luchthavens, Novgorod en Kretsjevitsy (militaire luchthaven), die beiden gesloten zijn. De tweede wordt momenteel uitgebouwd tot een internationale luchthaven, maar tot die tijd is de luchthaven Poelkovo bij Sint-Petersburg ongeveer 180 kilometer noordwestelijker het dichtstbijzijnde vliegveld.
Het stedelijk vervoersnet bestaat uit een netwerk van bussen en trolleybussen. Het trolleybusnetwerk telt 5 lijnen en werd geopend in 1995, als eerste in Rusland in de post-communistische periode.

## Onderwijs
In de stad bevindt zich de Staatsuniversiteit van Novgorod Jaroslav de Wijze, de noordelijke afdeling van de Russische Staatsuniversiteit voor Innovatietechnologie en Ondernemerschap, de Novgorodafdeling van de Sint-Petersburguniversiteit van het Ministerie van Binnenlandse Zaken van Rusland, de Novgorodafdeling van de Russische Humanitaire Staatsuniversiteit, een afdeling van de Staatsuniversiteit van Sint-Petersburg voor Economie en Financiën (FINEK) en de Novgorodafdeling van Hedendaagse Humanitaire Academie.

## Bezienswaardigheden

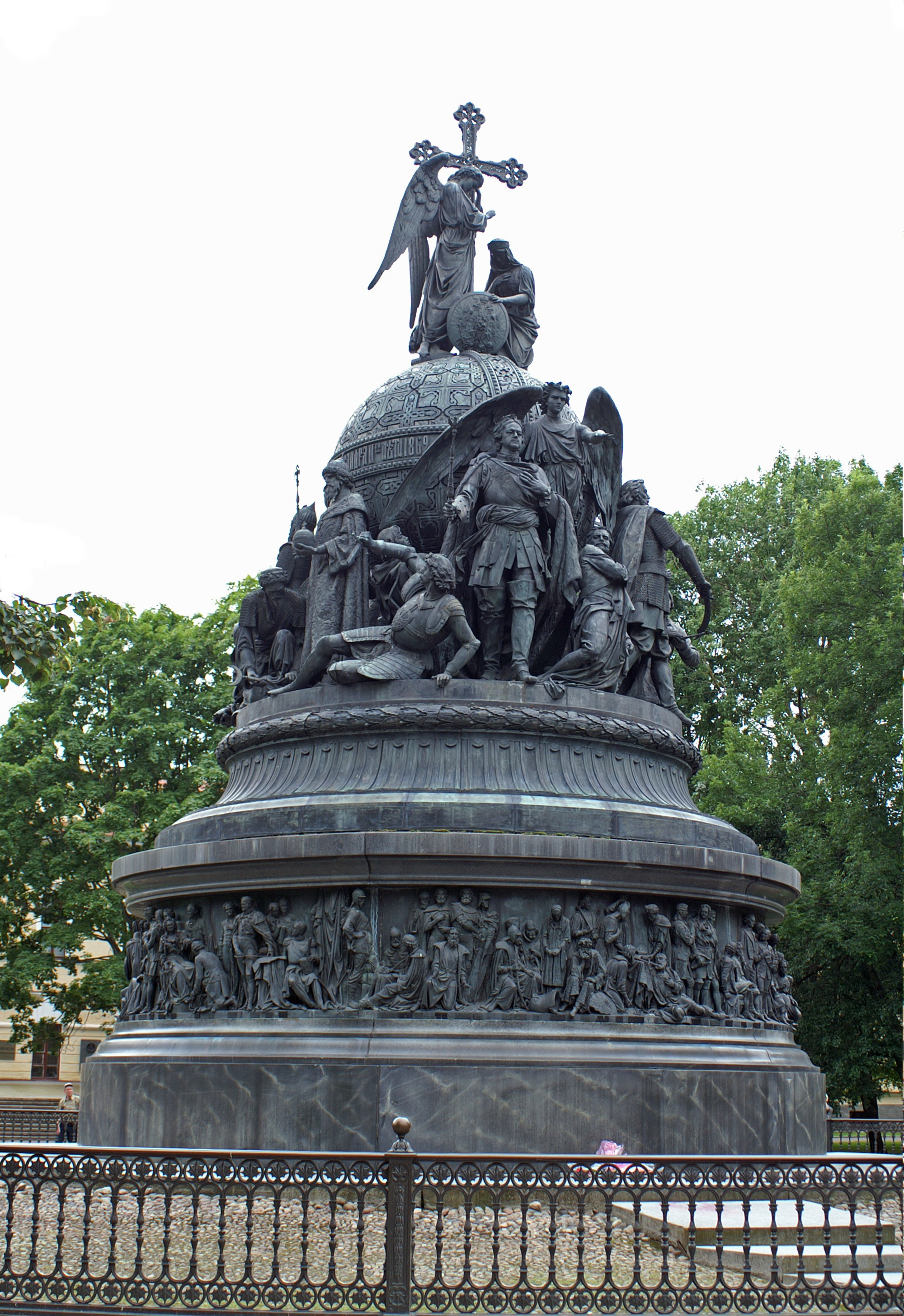
Het Millenniummonument in Novgorod

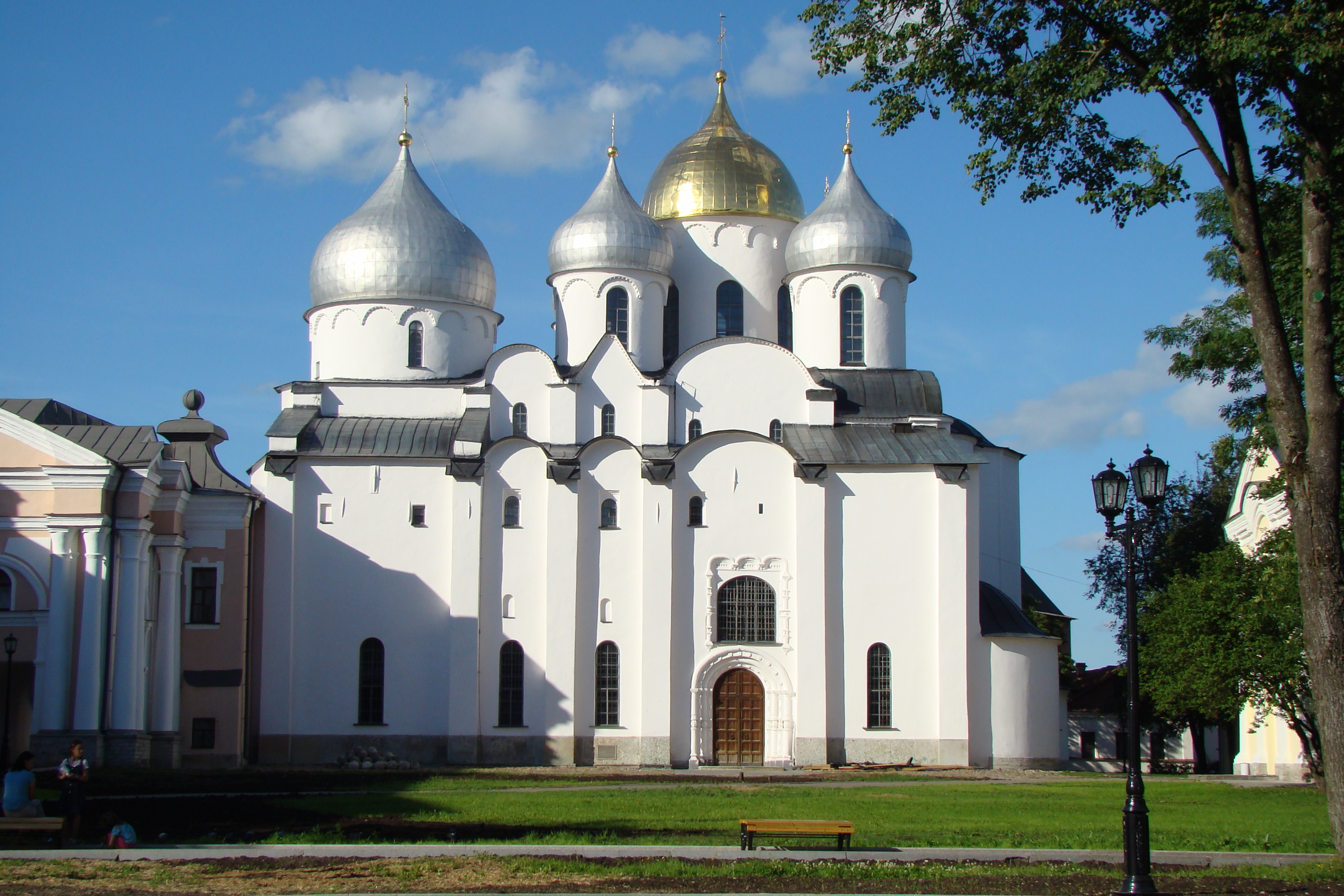
De Kathedraal van de Heilige Sofia

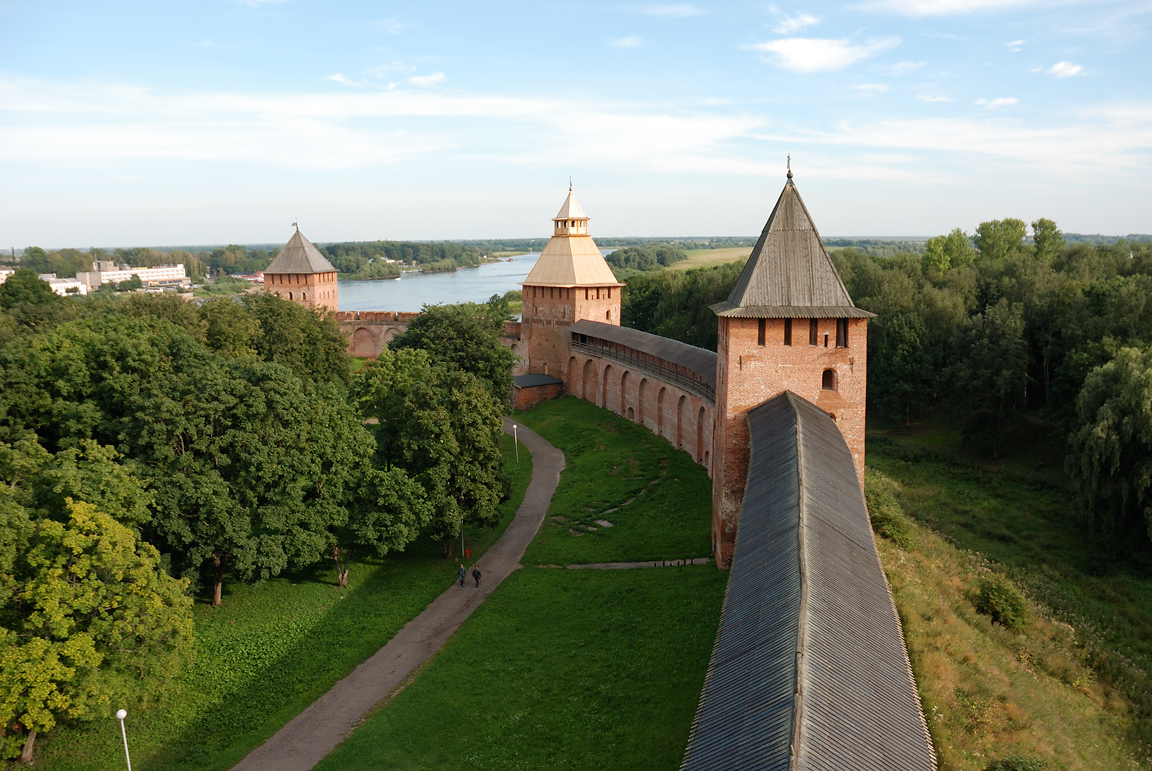
De muren van het Kremlin van Novgorod

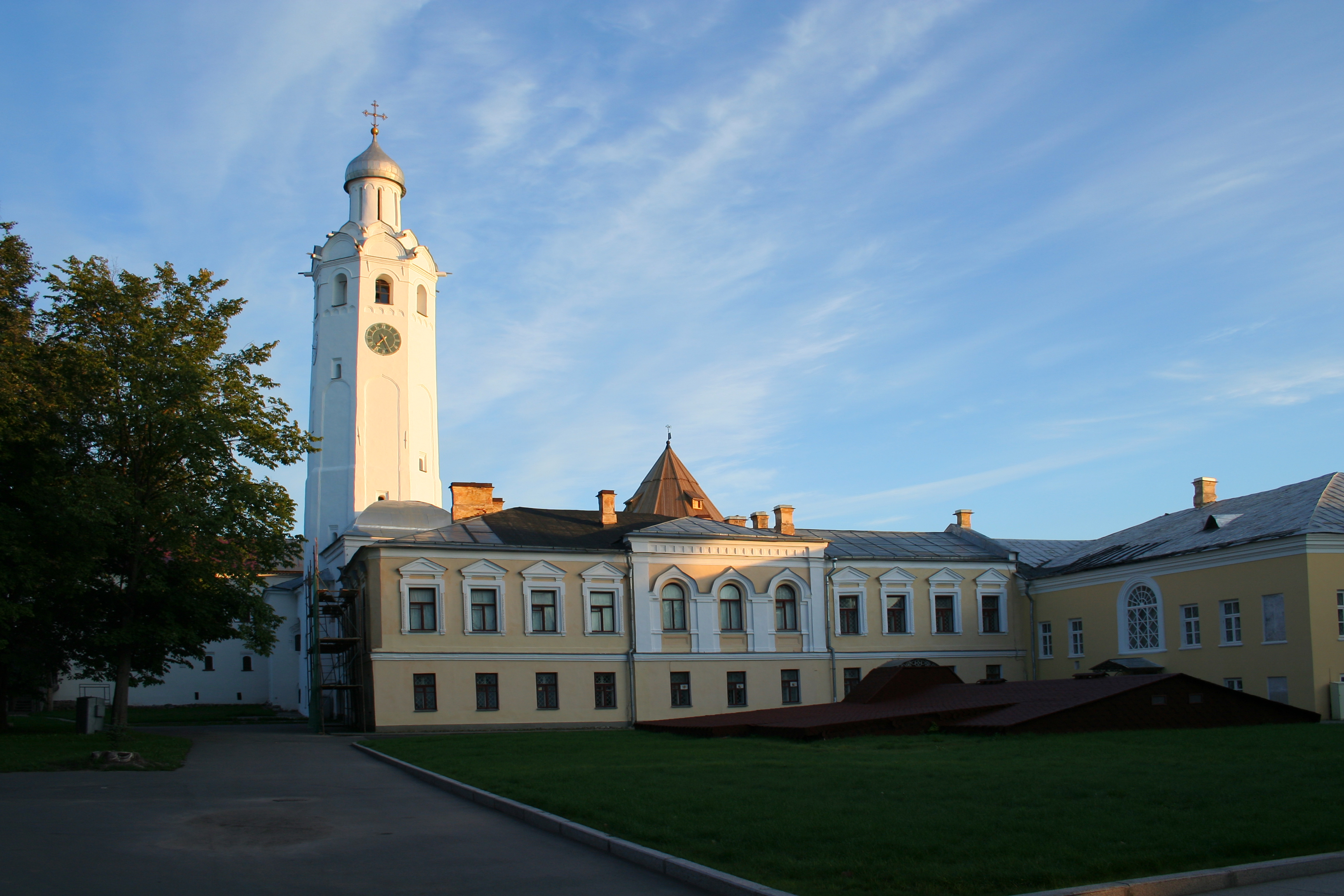
Buitenplaats van het Kremlin

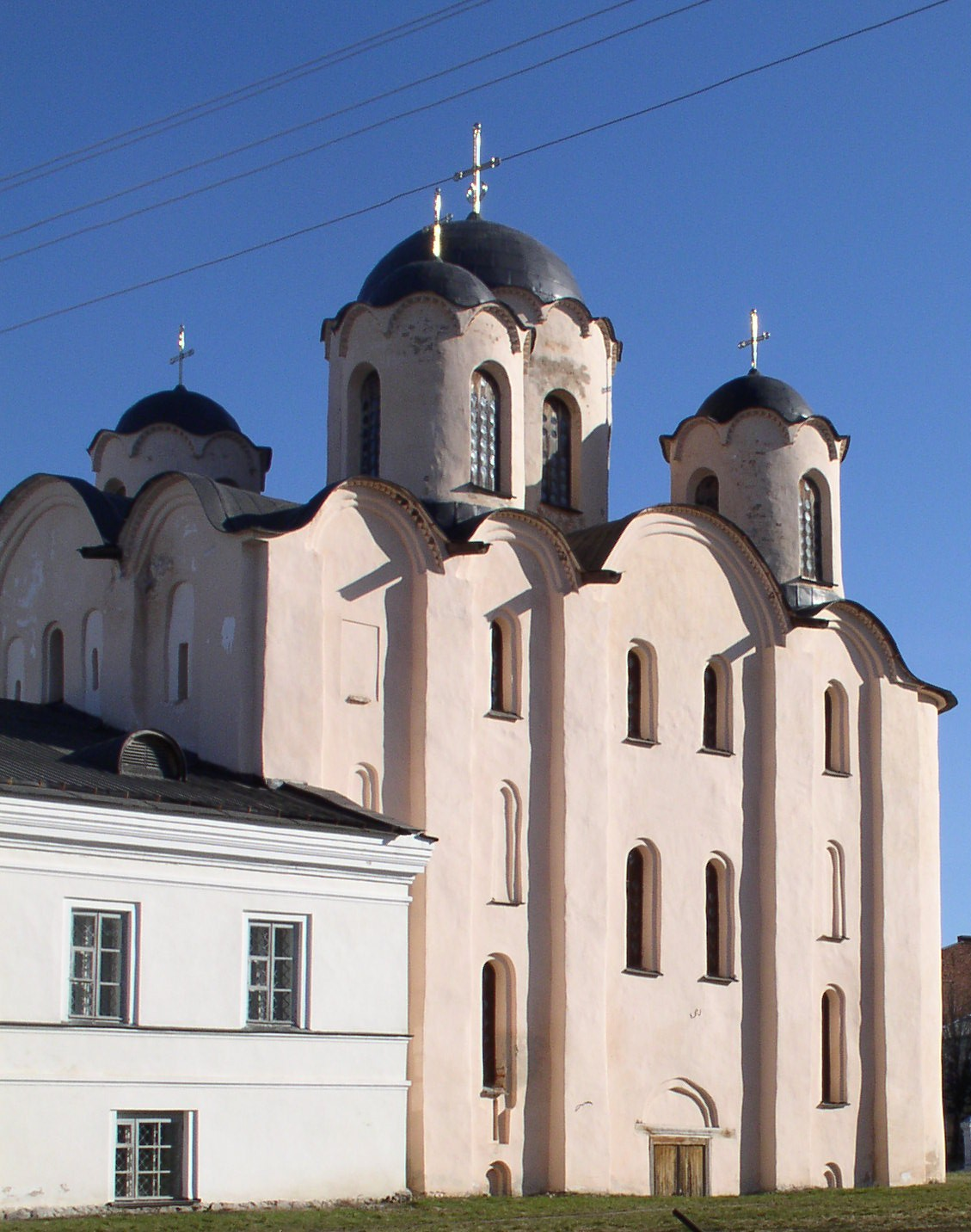
De Sint.-Nikolaaskathedraal

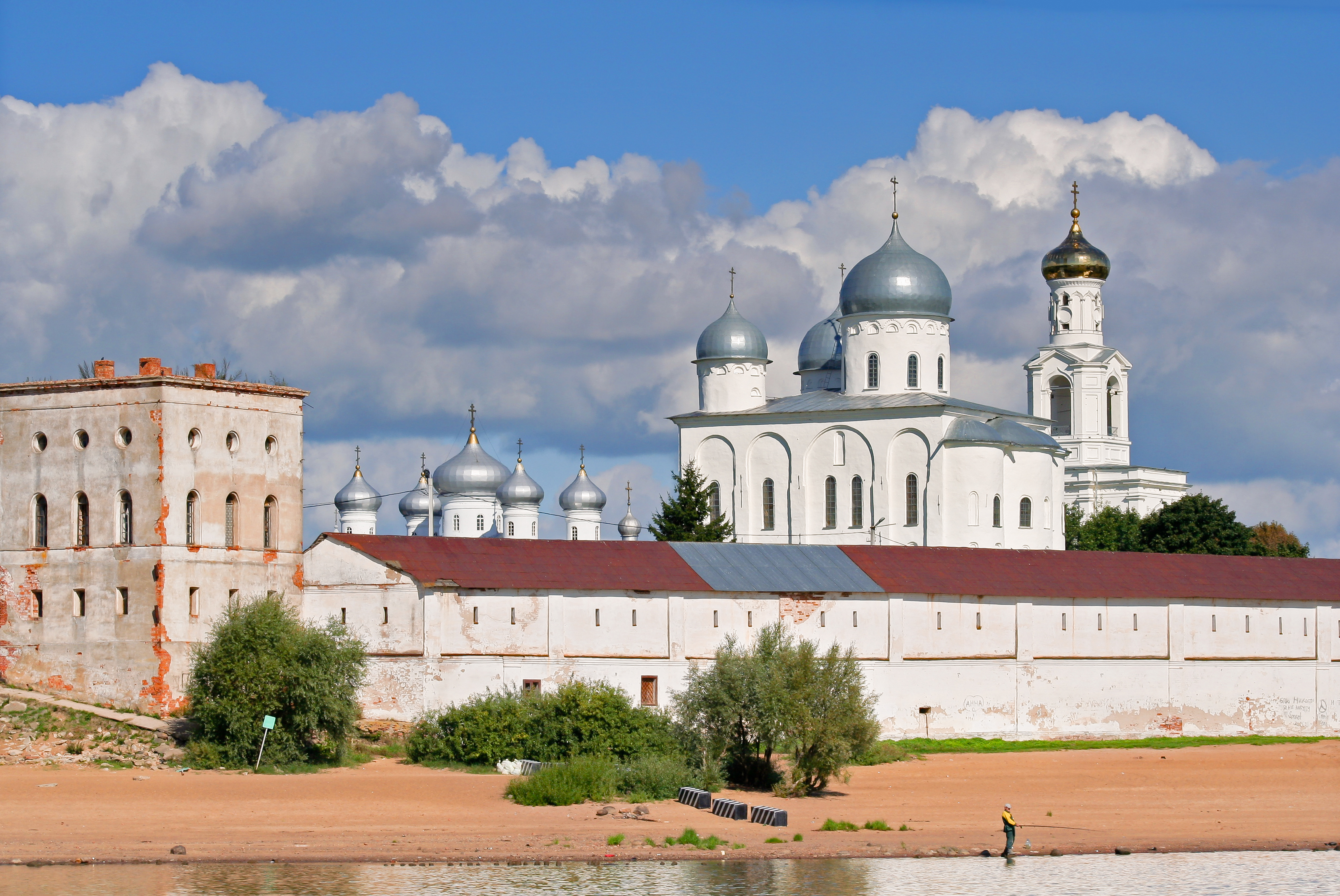
Het Joerjevklooster

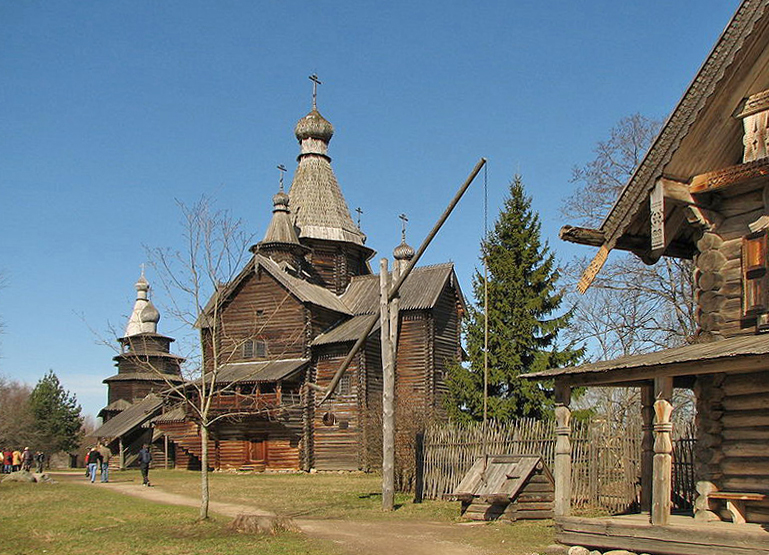
Museum voor houten architectuur

Veliki Novgorod is tegenwoordig een belangrijk toeristisch centrum. Men kan er oudrussische architectuur bewonderen. Vooral het Kremlin van Novgorod (Detinets) uit de 11e eeuw en de Sofiakathedraal ontworpen door Griekse architecten en gebouwd tussen 1045 en 1052 zijn beroemd. De oude stad en haar omgeving herbergen talloze kerken en kloosters, waaronder het vroeg-11e-eeuwse Joerjevklooster aan het Ilmenmeer en het Antoniusklooster op het huidige universiteitscomplex. Er zijn ook talrijke historische en kunst-musea in stad te vinden. Het centrum van de stad staat op de Werelderfgoedlijst van de UNESCO. In 1862 werd het Millenniummonument ter ere van het duizendjarig bestaan van Rusland in het Kremlin geplaatst. Geen stad in Rusland of Oekraïne kan concurreren met Novgorod met betrekking tot de variëteit en leeftijd van haar middeleeuwse monumenten.

### Sofiakathedraal
De belangrijkste kerk is de Sofiakathedraal, die tussen 1045 en 1050 werd gebouwd onder leiding van Vladimir Jaroslavitsj, de zoon van Jaroslav de Wijze (daarvoor bevond zich er vanaf 989 een houten kathedraal). Hij ligt er ook begraven, samen met zijn moeder Anna. De kathedraal zou zijn gebouwd om te herinneren aan de overwinning op de Turkse nomadenstam van de Petsjenegen.
Het is de best bewaarde Russische kerk uit de 11e eeuw en waarschijnlijk het oudste gebouw dat nog steeds in gebruik is in Rusland. Het is ook de eerste die originele aspecten uit de Russische architectuur laat zien, zoals sobere stenen muren en de vijf koepels die op helmen lijken. De fresco's werden geschilderd in de 12e eeuw in opdracht van bisschop Nikita, die echter stierf in 1108. Het werk werd voortgezet tijdens zijn opvolger, waaronder aartsbisschop Nifont, die in 1144 de leiding had over de beschildering van de zijkapellen. De kathedraal werd vele malen gerenoveerd, waarvan de laatste keer in de 19e eeuw was. In de kathedraal bevinden zich de beroemde bronzen poorten, die nu in de westingang hangen. Deze zouden volgens sommigen oorspronkelijk zijn gemaakt in de Duitse stad Maagdenburg in 1156 (volgens anderen in de Poolse stad Płock) voor de Zweedse stad Sigtuna en vervolgens hieruit zijn gestolen door Novgoroders in 1187. Recentelijker onderzoek lijkt er echter op te wijzen dat de poorten in het midden van de 15e eeuw werden gekocht, waarschijnlijk in opdracht van aartsbisschop Jevfimi II (1429-1458), die van westerse kunst en architectuur hield.

### Kremlin van Novgorod
Het Kremlin van Novgorod, traditioneel detinets genoemd, vormt het centrale element van de stad. Het bevindt zich op de westoever van de Volchov en werd in de 11e eeuw samen met de Kathedraal van de Heilige Sofia in opdracht van Jaroslav de Wijze gebouwd. Het kremlin telde oorspronkelijk 12 torens, waarvan er nu nog 8 zijn overgebleven. De muur is ongeveer 1,3 kilometer lang. In het kremlin bevindt zich het oudste paleis van Rusland; de Kamer van de Facetten uit 1433, die diende als de belangrijkste ontmoetingszaal van de aartsbisschoppen. Ook bevat het de oudste Russische belfort (15e eeuw) en de oudste Russische klokkentoren (1673). De Kamer van Facetten, de belfort en de klokkentoren werden oorspronkelijk in opdracht van aartsbisschop Jevfimi II gebouwd, maar de klokkentoren stortte in in de zeventiende eeuw en moest worden herbouwd. Ook is er nog weinig van het oorspronkelijke paleis van Jevfimi II overgebleven. Tot de latere bijzondere gebouwen in het kremlin behoren het koninklijk paleis (1771) en een bronzen monument, het zogenaamde Millennium van Rusland, waarop de belangrijkste figuren uit de geschiedenis van het land zijn afgebeeld. Het monument werd in 1862 onthuld.

### Kerken buiten het kremlin
Buiten de muren van het kremlin bevinden zich drie grote kerken, die werden gebouwd tijdens de regering van Mstislav de Grote. Dit zijn:
- de Kathedraal van de Heilige Nicolaas (1113-1123) - bevat fresco's uit Mstislav's gezin. Bevindt zich aan het Jaroslavplein, wat vroeger het belangrijkste plein van de stad was.
- het Joerjevklooster (1030) - een van de oudste kloosters van Rusland. Bevat een hoge kathedraal uit 1119 met drie koepels, die werd gebouwd in opdracht van vorst Vsevolod (de zoon van Mstislav) en Kjoerik, het hoofd van het klooster.
- het Antoniusklooster (1117) - gebouwd in opdracht van de stichter Antoni. Bevat een gelijksoortige driekoepelige kathedraal als het Joerjevklooster en is dan ook waarschijnlijk ontworpen door dezelfde meesters.

Er bevinden zich nog ongeveer 50 middeleeuwse en vroegmoderne kerken in de stad en haar omgeving. Enkele daarvan werden opgeblazen door de nazi's tijdens de Tweede Wereldoorlog en vervolgens weer hersteld. De oudste daarvan zijn kerken gewijd aan: Petrus en Paulus (op de Zwaluwheuvel: 1185-1192), de Annunciatie van de Moeder Gods (bij Mjatsjino: 1179), de Onze-Lieve-Vrouwe Hemelvaart (op het Volotovoveld: jaren 80 van de 12e eeuw) en Sint-Paraskeva-Pjatnitsa (aan het Jaroslavplein: 1207). Als belangrijkste meesterwerk van vroeg-Novgorodische architectuur wordt de Verlosserkerk in Nereditsa gezien (1198).
In de 13e eeuw waren kleine kerken met drie koepels in de mode. Voorbeelden hiervan zijn een kleine kapel in het Perynklooster (jaren 30 van de 13e eeuw) en de Heilige Nikolaas op het eilandje Lipnja (1292; ook bekend om haar 14e-eeuwse fresco's). In de daaropvolgende eeuw kwamen twee soorten kerkontwerpen op, waarvan een wordt gerepresenteerd door de Kerk van de Heilige Theodoor (1360-1361; met fijne fresco's uit de jaren 80 van de 14e eeuw) en door de Verlosserkerk aan de Iljinastraat (1374; geschilderd in 1378 door Feofan Grek). De Verlosserkerk in Kovalevo uit 1345 werd oorspronkelijk van fresco's voorzien door Servische meesters, maar de kerk werd verwoest tijdens de oorlog. Na de oorlog werd de kerk wel herbouwd, maar de fresco's konden niet meer worden gered.
Tijdens de laatste eeuw van de republiek werden nog enkele nieuwe kerken gebouwden gewijd aan: Petrus en Paulus (2x: op Slavna, 1367 en in Kozjevniki, 1406), de Geboorte van Christus (bij de begraafplaats, 1387), Johannes de Apostel (1384), de Twaalf Apostelen (1455), Demetrius (1467), Simeon (1462) en andere christelijke heiligen. Ze worden over het algemeen echter niet als even bijzonder beschouwd als de kerken uit de eeuwen ervoor. Een aantal 12e-eeuwse heiligdommen (zoals die in Opoki) werden later steen voor steen afgebroken en vervolgens weer op precies dezelfde wijze weer opgebouwd. Bij een aantal daarvan gebeurde dat in het midden van de 15e eeuw onder aartsbisschop Jevfimi II.
Door de verovering van Novgorod door Ivan III in 1478 werd het lokale karakter van de kerkenbouw definitief veranderd. Grote bouwprojecten werden in de periode daarop uitgevoerd door Moskouse meesters, die ze modelleerden naar de kathedralen uit het Kremlin van Moskou. Voorbeelden hiervan zijn de Verlosserkathedraal van het Choetynklooster (1515), de Kathedraal van de Moeder Gods van het Teken (1688), de Kathedraal van de Heilige Nikolaas van het Vjasjizjiklooster (1685). De lokale stijl bleef bij sommige parochiekerken echter in ere, zoals bij de kerk van de Mirredragende Vrouwen (1510) en van de heiligen Boris en Gleb (1586).

### Museum voor houten architectuur
Nabij het Joerjevklooster bevindt zich Vitoslavlitsy, een museum over houten architectuur aan de Volchovrivier en het Mjatsjinomeer, dat werd opgericht in 1964. Hier bevinden zich ruim 20 houten gebouwen, zoals kerken, huizen en molens van de 14e tot de 19e eeuw, die hier bijeen werden gebracht vanuit de hele oblast Novgorod. In 2019 begon een grootscheepse restauratie van veel van de gebouwen en werd meer dan de helft van de gebouwen tijdelijk gesloten voor bezoek.

## Geboren
- Ivan Goremykin (1839-1917), premier van Rusland
- Vladimir Kokovtsov (1853-1943), graaf en politicus
- Anton Arenski (1861-1906), componist
- Mstislav Doboezjinski (1875-1957), Russisch-Litouws kunstenaar
- Vladimir Goesev (1982), wielrenner
- Boris Kosjevnikov (1906-1985), componist en dirigent
- Michail Matjoesjin (1861-1934), schilder en componist
- Sergej Rachmaninov (1873-1943), componist

## Partnersteden
- Bielefeld (Duitsland)
- Straatsburg (Frankrijk)
- Nanterre (Frankrijk)
- Watford (Verenigd Koninkrijk)
- Rochester (New York) (Verenigde Staten)
- Zibo (Volksrepubliek China)
- Uusikaupunki (Finland)
- Moss (Noorwegen)